# Kurnool (distrikt)
Kurnool (telugu: కర్నూలు జిల్లా) er et distrikt i den indiske delstat Andhra Pradesh. Distriktets hovedstad er Kurnool.

## Demografi
Ved folketællingen i 2011 var der 4.046.601 indbyggere i distriktet, mod 3,529,494 i 2001. Den urbane befolkningen udgør 28,26 % af befolkningen.
Børn i alderen 0 til 6 år udgjorde 11,79 % i 2011 mod 15,23 % i 2001. Antallet af piger i den alder per tusinde drenge er 937 i 2011 mod 958 i 2001.

## Inddelinger

### Mandaler
I Andhra Pradesh er mandal det tredje administrative niveau, under staten og distrikterne. Kurnool distrikt har 54 mandaler.
1. Adoni
2. Allagadda
3. Alur
4. Aspari
5. Atmakur
6. Banaganapalle
7. Bandi Atmakur
8. Bethamcherla
9. C.Belagl
10. Chagalamarri
11. Chippagiri
12. Devanakonda
13. Dhone alias Dronachalam
14. Dornipadu
15. Gadi Vemula
16. Gonegandla
17. Gospadu
18. Gudur
19. Halaharvi
20. Holagunda
21. Jupadu Bungalow
22. Kallur
23. Kodumuru
24. Koilkuntla
25. Kolimigundla
26. Kosigi
27. Kothapalle
28. Kowthalam
29. Krishnagiri
30. Kurnool
31. Maddikera (East)
32. Mahanandi
33. Mantralayam
34. Miduthur
35. Nandavaram
36. Nandikotkur
37. Nandyal
38. Orvakal
39. Owk
40. Pagidyala
41. Pamulapadu
42. Panyam
43. Pattikonda
44. Peapally
45. Pedda Kadubur
46. Rudravaram
47. Sanjamala
48. Sirvel
49. Srisailam
50. Tuggali
51. Uyyalawada
52. Veldurthi
53. Velgodu
54. Yemmiganur